# Arthur Vanderstuyft
Arthur Vanderstuyft (Essen, 23 de desembre de 1883 - Anvers, 6 de maig de 1956) va ser un ciclista belga, professional des del 1911 al 1914. Es va especialitzar en el ciclisme en pista. Va aconseguir tres medalles als Campionats del món de Mig fons.
El seu pare Fritz i el seu germà Léon també van ser ciclistes professionals.

## Palmarès en ruta
- 1903
  -  Campió de Bèlgica en ruta

## Palmarès en pista
- 1905
  - 1r al Bol d'or
- 1903
  -  Campió de Bèlgica en mig fons
- 1912
  -  Campió de Bèlgica en mig fons